# Shōnen Gahōsha
Shōnen Gahōsha (少年画報社) est une maison d'édition japonaise fondée en 1945.

## Historique
Shōnen Gahōsha publiait à l'origine des méthodes de langues anglaise.

## Magazines publiés
- Young King
- Young King Ours
- Young Comic
- Weekly Shōnen King
- Young Comic Cherry

## Séries de Mangas célèbres
- Arpeggio of Blue Steel (Young King Ours)
- Asagiri : Les Prêtresses de l'aube (Young King Ours)
- Battle Club (Young King)
- Bokura wa minna Kawai-sō (The Kawai Complex Guide to Manors and Hostel Behavior) (Young King Ours)
- Devil Hunter Yohko (Young King Ours)
- Drifters (manga) (Young King Ours)
- Excel Saga (Young King Ours)
- Daphne in the Brilliant Blue (Young King Ours)
- Geobreeders (Young King Ours)
- Hellsing (Young King Ours)
- Ishida & Asakura (Young King)
- Kamunagara (Young King Ours)
- Kazan (manga) (Young King Ours)
- Luke l'Invincible (Locke the Superman) (Young King Ours)
- Lucifer and the Biscuit Hammer (Young King Comics)
- Spirit Circle (Young King Comics)
- Sun-Ken Rock (Young King)
- Yancha Gal no Anjō-san (Young King)